# Далляр (авиабаза)
Далляр (азерб. Dəllər) — военная авиабаза военно-воздушных сил Азербайджана.

## История
Авиабаза расположена у поселка Далляр Шамкирского района Азербайджанской республики.
На аэродроме с 1955 по 1992 годы базировался 882-й отдельный разведывательный авиационный полк на самолётах Ил-28 (1955—1972), МиГ-17Р (1968—1970), Як-28Р (1970—1987), Як-28ПП (2-я аэ, 1970-08.1984, передана в состав 151-го отдельного авиационного полка радиоэлектронной борьбы в Бжег (Польша)), МиГ-25РБ (1984—1992), Су-24МР (1987—1992).